# Algemene verkiezingen in Botswana (1974)

De resultaten per kiesdistrict.

De Algemene verkiezingen in Botswana van 1974 vonden op 26 oktober plaats. De verkiezingen werden gewonnen door de Botswana Democratic Party (BDP) die haar zetelaantal zag toenemen van 24 naar 27. De oppositie deed het slecht, net als vijf jaar eerder deden zij niet mee in alle kiesdistricten. Zo deed het BNF, de belangrijkste oppositiepartij slechts mee in 14 van de 32 kiesdistricten. De opkomst was bijzonder laag, slechts 31,2%. De reden voor de lage opkomst is nooit volledig opgehelderd. Mogelijk speelt het feit dat kiezers zich moeten laten registreren een rol van betekenis.

## Nationale Vergadering
Het aantal kiesgerechtigden bedroeg 205.050, waarvan 64.011 (31,2%) hun stem uitbrachten. Naast de 32 verkozenen, werden nog 4 indirect gekozenen aan het parlement toegevoegd.
| Partij                          | Partij                          | Zetels  | %      |
| ------------------------------- | ------------------------------- | ------- | ------ |
|                                 | Botswana Democratic Party       | 27      | 76,62  |
|                                 | Botswana National Front         | 2       | 11,49  |
|                                 | Botswana People's Party         | 2       | 6,56   |
|                                 | Botswana Independence Party     | 1       | 4,82   |
| Partijloos                      | Partijloos                      | 0       | 0,50   |
| Totaal                          | Totaal                          | 32      | 100,00 |
| Geregistreerde kiezers/ opkomst | Geregistreerde kiezers/ opkomst | 205.050 | 31,20  |
| Bron: Nohlen et al., AED        |                                 |         |        |

## Lokale verkiezingen
Bij de tegelijkertijd gehouden lokale verkiezingen - waarbij de opkomst met 30,33% nog lager lag - wist de BDP haar positie verder te consolideren.

## Presidentsverkiezingen

### Presidentskandidaten
Op 21 september stelden de volgende personen zich kandidaat voor het presidentschap:
- Sir Seretse Khama (BDP)
- Bathoen II Gaseitsiwe (BNP)[6]

### Uitslag
De Nationale Vergadering herkoos in nieuwe samenstelling op 30 oktober 1974 Seretse Khama als president van Botswana voor een termijn van vijf jaar.
Algemene en regionale verkiezingen: 1965 · 1969 · 1974 · 1979 · 1984 · 1989 · 1994 · 1999 · 2004 · 2009 · 2014 · 2019 ·  2024

Referenda: 1987 · 1997 · 2001
]